# Mi Delirio
Albums de Anahí
Baby Blue
Mi Delirio est le cinquième album de l'actrice mexicaine, Anahí sorti le 24 novembre 2009 chez EMI. L'album est produit par Gil Cerezo et Ulises Lozano du groupe mexicain Kinky, Sebastian Jácome et Armando Avila.
Il a été lancé de manière simultanée au Mexique, en Espagne, au Costa Rica, Estates Unis, Argentine y Colombie.

## Revision
L'album est un mélange d'électro-pop, dance et ballades douces. L'album comprend des contributions de Claudia Brant, Rudy Maya, Emilio Ávila (avec qui elle avait travaillé dans RBD), Gloria Trevi, Ángel Reyero de La 5 ª Estación, Guillermo Rosas, ainsi qu'Anahí elle-même, elle est accréditée comme coauteur et productrice sur certaines chansons. L'album a été élu "Meilleur Album de l'année 2009" au Brésil.
Il contient le cover de la chanteuse Argentine Amanda Miguel "Él Me Mintió" enregistré avec un rythme dance. Dans la chanson "Hasta Que Me Conociste", elle utiliser la musique de la chanson "Hasta Que Te Conocí" du chanteur mexicain Juan Gabriel, et en fait la réponse à cette chanson.

## Singles
- "Mi Delirio" est le premier single et est sorti  via iTunes le 18 août 2009[1]. Le clip a été tourné à Los Angeles le 16 octobre et est sorti le 17 novembre 2009. Ce titre était inclus dans son mini-tour Anahí Promo Tour.
- "Me Hipnotizas" est une chanson pop dance composée par Gloria Trevi et a été choisi comme deuxième single officiel, le titre a été lancé sur les radios en février 2010.
- "Quiero" a été choisi comme le premier single en Espagne, publié le 30 janvier 2010, et numériquement le 16 mars 2010. Le clip a été créé le 26 mai 2010.
- "Alérgico" est le quatrième single extrait de l'album, qui est entré la version Deluxe de cet album. Il a été libéré numériquement le 19 octobre 2010. Anahí a confirmé sur MTV Brasil, qui sera trois vidéos de musique avec trois versions: espagnol, portugais (avec Renne de groupe brésilien, Hevo 84) et un en collaboration avec Noel Schajris.

### Single promo
Avant la sortie officielle de l'album, trois single promotionnels ont été mis en vente via iTunes Store appelé "Countdown to Mi Delirio".
- "Te puedo escuchar" a été le premier single promo à sortir à la vente, le 3 novembre 2009. La chanson s'est positionnée à la 4e place des téléchargements au Mexique et à la 11e place en Espagne.
- "Él me mintió" (original de Amanda Miguel) a été le deuxième single promo à sortir à la vente le 10 novembre 2009.
- "Hasta que llegues tú" a été le troisième et dernier single promo comme preview de l'album, mis en vente le 17 novembre 2009.

## Liste des titres
| Standard Edition | Standard Edition       | Standard Edition          | Standard Edition | Standard Edition | Standard Edition | Standard Edition | Standard Edition | Standard Edition | Standard Edition |
| No               | Titre                  | Producteur(s)             | Durée            |                  |                  |                  |                  |                  |                  |
| ---------------- | ---------------------- | ------------------------- | ---------------- | ---------------- | ---------------- | ---------------- | ---------------- | ---------------- | ---------------- |
| 1.               | Mi delirio             | Gil Cerezo, Ulises Lozano | 3:12             |                  |                  |                  |                  |                  |                  |
| 2.               | Quiero                 | Armando Ávila             | 3:47             |                  |                  |                  |                  |                  |                  |
| 3.               | Qué Más Da             | Armando Ávila             | 3:57             |                  |                  |                  |                  |                  |                  |
| 4.               | Hasta Que Llegues Tú   | Armando Ávila             | 3:28             |                  |                  |                  |                  |                  |                  |
| 5.               | No Te Quiero Olvidar   | Armando Ávila             | 3:49             |                  |                  |                  |                  |                  |                  |
| 6.               | Me Hipnotizas          | Gil Cerezo, Ulises Lozano | 3:53             |                  |                  |                  |                  |                  |                  |
| 7.               | Para Qué               | Sebastian Jácome          | 3:22             |                  |                  |                  |                  |                  |                  |
| 8.               | Te Puedo Escuchar      | Armando Avila             | 4:24             |                  |                  |                  |                  |                  |                  |
| 9.               | Él Me Mintió           | Gil Cerezo, Ulises Lozano | 3:09             |                  |                  |                  |                  |                  |                  |
| 10.              | Gira la Vida           | Armando Avila             | 3:26             |                  |                  |                  |                  |                  |                  |
| 11.              | Hasta Que Me Conociste | Gil Cerezo, Ulises Lozano | 3:16             |                  |                  |                  |                  |                  |                  |
| Durée            |                        |                           |                  |                  |                  |                  |                  |                  |                  |

| 12. | Alérgico                      | 3:55 |
| 13. | Ni Una Palabra                | 2:47 |
| 14. | Pobre Tu Alma                 | 3:18 |
| 15. | Aleph                         | 4:14 |
| 16. | Mi Delirio (Versión Acústica) | 3:26 |
| 17. | Mi Delirio (Remix By Kinky)   | 4:09 |

| 18. | Alérgico (Con Noel Schajris) | 4:01 |

| 18. | Alérgico (Con Renne) | 4:03 |

| 1. | Alérgico       | 3:55 |
| 2. | Me Hipnotizas  | 3:53 |
| 3. | Pobre Tu Alma  | 3:18 |
| 4. | Mi delirio     | 3:12 |
| 5. | Ni Una Palabra | 2:47 |
| 6. | Aleph          | 4:14 |

## Représentation
Aux États-Unis, Mi Delirio a fait ses débuts à la 4e place des Billboard's Top Latin, avant de retomber à la 56e place, puis de revenir à la 36e dans sa troisième semaine. Dans le classement des albums de Pop latino, l'album a débuté au numéro 2, passant de 17 points à la 19e place la semaine prochaine, puis est renvenu à la 11e place dans sa troisième semaine.